# Atletism la Jocurile Olimpice de vară din 1968 - Aruncarea discului (feminin)

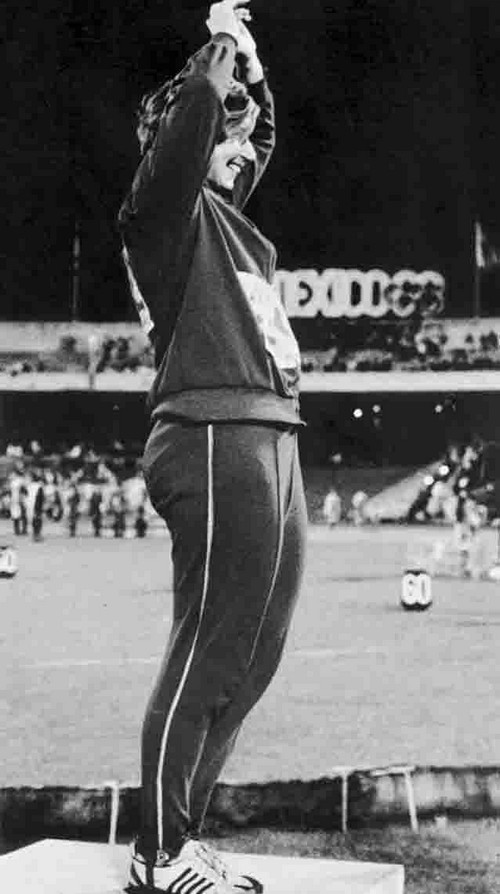
Lia Manoliu a câștigat medalia de aur.

Proba feminină de aruncare a discului de la Jocurile Olimpice de vară din 1968 a avut loc pe 18 octombrie 1968 pe Stadionul Olimpic Universitar.

## Recorduri
Înaintea acestei competiții, recordurile mondiale și olimpice erau următoarele:
| Record           | Atletă                  | Rezultat | Loc                       | Data              |
| ---------------- | ----------------------- | -------- | ------------------------- | ----------------- |
| Recordul mondial | Liesel Westermann (FRG) | 62,54 m  | Werdohl, Germania de Vest | 24 iulie 1968     |
| Recordul olimpic | Tamara Press (URS)      | 57,27 m  | Tokyo, Japonia            | 19 octombrie 1964 |

## Rezultate
| Loc | Atletă                | Țară                       | 1     | 2     | 3     | 4     | 5     | 6     | Distanță |
| --- | --------------------- | -------------------------- | ----- | ----- | ----- | ----- | ----- | ----- | -------- |
| 1   | Lia Manoliu           | România                    | 58,28 | X     | –     | X     | 46,82 | X     | 58,28 RO |
| 2   | Liesel Westermann     | Germania de Vest           | 54,02 | 57,76 | X     | 55,78 | X     | X     | 57,76    |
| 3   | Jolán Kleiber-Kontsek | Ungaria                    | 54,90 | 54,24 | X     | X     | X     | X     | 54,90    |
| 4   | Anita Otto            | Germania de Est            | 54,40 | 54,10 | 53,88 | X     | 51,16 | 52,34 | 54,40    |
| 5   | Antonina Popova       | Uniunea Sovietică          | 53,42 | 53,12 | 51,40 | 52,60 | 52,86 | X     | 53,42    |
| 6   | Olga Fikotová         | Statele Unite ale Americii | X     | 52,96 | 50,74 | X     | X     | 50,40 | 52,96    |
| 7   | Christine Spielberg   | Germania de Est            | 52,86 | X     | 52,86 | X     | 52,62 | 49,80 | 52,86    |
| 8   | Brigitte Berendonk    | Germania de Vest           | 52,80 | 49,66 | 46,90 | X     | X     | 50,46 | 52,80    |
| 9   | Liudmila Muravyova    | Uniunea Sovietică          | 51,80 | 52,26 | 50,20 | N/A   | N/A   | N/A   | 52,26    |
| 10  | Karin Illgen          | Germania de Est            | 50,40 | X     | 52,18 | N/A   | N/A   | N/A   | 52,18    |
| 11  | Judit Stugner         | Ungaria                    | 42,12 | 51,38 | 52,08 | N/A   | N/A   | N/A   | 52,08    |
| 12  | Dashzevgiin Namjilmaa | Mongolia                   | 50,76 | X     | 49,00 | N/A   | N/A   | N/A   | 50,76    |
| 13  | Olimpia Cataramă      | România                    | X     | 47,50 | 50,20 | N/A   | N/A   | N/A   | 50,20    |
| 14  | Carol Moseke          | Statele Unite ale Americii | 48,28 | 44,78 | 44,04 | N/A   | N/A   | N/A   | 48,28    |
| 15  | Jean Roberts          | Australia                  | 36,56 | 46,26 | X     | N/A   | N/A   | N/A   | 46,26    |